# Weißer Regen
Der Weiße Regen ist der rechte und nordöstliche Quellfluss des Regen im Landkreis Cham in der Oberpfalz in Bayern.

## Geographie

### Verlauf

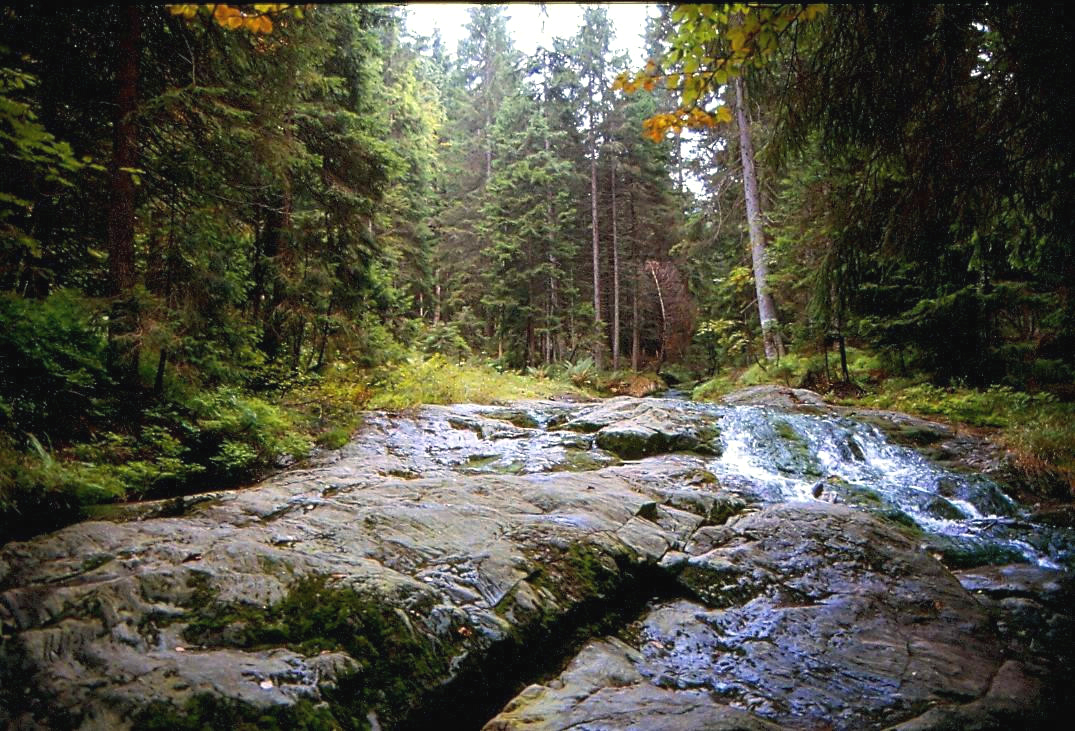
Oberlauf des Weißen Regen: Der Seebach am Kleinen Arbersee

Der Weiße Regen entspringt als Seebach dem Kleinen Arbersee am Großen Arber (1456 m), dem höchsten Berg des Bayerischen Waldes. Die Quellen der kleinen Zuflüsse des Sees liegen im Naturschutzgebiet Kleiner Arbersee an den „Arberhängen“ und der „Kleinen Seewand“ zwischen Großem und Kleinem Arber (1384 m).
Der Seebach verlässt den See in nördliche Richtung und nach der Mündung des „Ebenbaches“ bei Sommerau trägt der Bach den Namen Weißer Regen. Er fließt durch den Lamer Winkel weiter Richtung Nordwesten über Lohberg und Lam. Von dort aus folgt dem Fluss die Bahnstrecke Bad Kötzting–Lam und der Weißen Regen verläuft über Arrach und Hohenwarth nach Grafenwiesen. Dort knickt er in südwestliche Richtung ab und fließt nach Bad Kötzting. Bei Pulling vereinigt er sich als kürzerer (38 km) und wasserärmerer (4,5 m³/s) Quellfluss mit dem Schwarzen Regen (84 km, 20,7 m³/s) zum Regen.

### Zuflüsse
- Weidenbach (von rechts in den Seebach genannten Oberlauf), bei Lohberg-Mooshütte
- Ebenbach (rechter Oberlauf des Weißen Regen, Nebenstrang, mündet bei Lohberg-Ebensäge)
- Sollerbach (links, bei Lohberg-Sommerau)
- Steinbach (links, bei Lohberg-Sommerau)
- Perlesbach (rechts, Lohberg-Zackermühle)
- Mühlbach (rechts, Lohberg-Lohberghütte)
- Bramersbach (links, Lohberg-Lohberghütte)
- Kastlbach (rechts, Lam)
- Koppenbach (links, Lam)
- Lambach (rechts, bei Lam-Ginglmühle)
- Reitbach (rechts, Arrach-Haibühl)
- Kleßbach (links, Arrach)
- Sandbach (rechts, bei Arrach-Haibühl)
- Hütbach (rechts, bei Arrach-Ottenzell)
- Arracher Bach (links, bei Arrach-Eckelshof)
- Wallersbach (rechts, Arrach-Großmühle)
- Thenhofer Bach (links, bei Arrach-Großmühle)
- Simperinger Bach (links, bei Hohenwarth-Simpering)
- Hundzeller Bach (rechts, bei Hohenwarth-Hundzell)
- Haselbach (links, gegenüber Hohenwarth-Lutzenmühle)
- Theninger Bach (rechts, bei Hohenwarth-Lutzenmühle)
- Erlbach (rechts, vor Hohenwarth-Watzlsteg)
- Rimbach (rechts, nach Rimbach-Watzlsteg)
- Thürnhofer Bach (rechts, bei Grafenwiesen-Englmühle)
- Totenbach (links, Grafenwiesen)
- Dampfbach (rechts, Bad Kötzting)
- Gruberbach (links, Bad Kötzting)
- Steinbach (rechts, Bad Kötzting)